# Thecamoeba orbis
Thecamoeba orbis – gatunek eukariotów należący do rzędu
Thecamoebida z supergrupy Amoebozoa.
Trofozoit osiąga wielkość 11 – 25 μm, zdarzają się większe osobniki mierzące do 30 μm. Mają jedno jądro położone centralnie z jąderkiem. Jądro wielkości 3 – 6 μm.
Występuje w Atlantyku, Pacyfiku, Morzu Północnym.